# Nyrealism

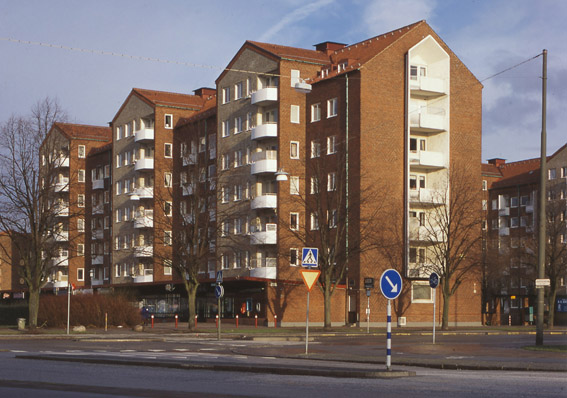
Nyrealistiskt bostadshus på Mellanheden i Malmö, ritat av Thorsten Roos.

Nyrealism, även funktionell tradition, är inom arkitekturen beteckning på en byggnadsstil som uppstod i Sverige under 1940-talet, främst vad gäller bostadsbyggande. 
Nyrealismen utgjorde delvis en reaktion mot funktionalismen med dess radikala formspråk. De platta taken ersattes med flacka sadeltak och de vitputsade fasaderna ersattes ofta med tegel. Under 1950-talet blev det också allt vanligare med mönstermurningar och originella fönsterformer. Andra funktionalistiska grundidéer, som de öppna kvarteren och närheten till grönområden, levde däremot vidare i den nyrealistiska arkitekturen.
Kända exempel på områden med nyrealistisk arkitektur utgör bostadsområdena Rosta och Baronbackarna i Örebro samt Mellanheden och Persborg i Malmö.